# Baltzer Julius von Kahlbutz
Baltzer Julius von Kahlbutz auch Balzer (* in Kampehl; † August 1752 in Stettin) war ein preußischer Oberst.

## Leben

### Herkunft und Familie
Baltzer Julius war Angehöriger des mit seinem Neffen, dem preußischen Oberst Friedrich Christian Heinrich von Kahlbutz (1724–1784), im Mannesstamm abgegangenen märkischem Adelsgeschlechts von Kahlbutz. Seine Eltern waren der Kornett und Erbherr auf Kampehl Christian Friedrich von Kahlbutz (1651–1702) und Margarete Sophie von Rohr († 1724). Der preußische Oberst und Ritter des Ordens Pour le Mérite Kaspar Friedrich von Kahlbutz (1688–1745) war sein Bruder.

### Werdegang
Kahlbutz trat in die Preußische Armee ein und war 1713 Gefreiter Korporal im Infanterieregiment (Nr. 22). Er machte mit diesem Regiment 1715 den Pommernfeldzug mit und avancierte im Regiment bis zum Major. Kahlbutz hatte die ersten beiden Schlesischen Kriegen beigewohnt. Im Februar 1746 erhielt er seine Beförderung zum Oberst und Ernennung zum Kommandeur des Garnisonsregiments „von Puttkamer“, bekommt aber vor Antritt der Stelle seinen gebetenen Abschied. Am 1. Mai 1750 wurde er Chef des Stettiner Landregiments. Er verstarb in Stettin im August 1752. Oberst Johann Gottfried von Stockhausen (1685–1759) wurde sein Nachfolger.